# Heliconius caternaulti
Heliconius caternaulti är en fjärilsart som beskrevs av Charles Oberthür 1902. Heliconius caternaulti ingår i släktet Heliconius och familjen praktfjärilar. Inga underarter finns listade i Catalogue of Life.